# Per Albin Hanssons Jordfæstning
|  | Denne artikel er oprettet af botten Steenthbot ud fra en ekstern database. Den kan derfor have sproglige fejl eller mangler. Denne skabelon kan fjernes efter kontrol af indholdet. |

Per Albin Hanssons Jordfæstning er en svensk dokumentarisk optagelse fra 1946.

## Handling
Sveriges statsminister Per Albin Hansson (1885-1946) stedes 13/10 1946 til hvile på Norra begravningsplatsen i Stockholm. Hele ceremonien i domkirken, sørgetoget gennem byen og nedsænkning af kisten på kirkegården er filmet.